# 주불가리아 대한민국 대사관
주불가리아 대한민국 대사관(불가리아어: Посолство на Република Корея в Република България)은 1990년 불가리아 소피아에 개설된 대한민국 외교부 소속의 대사관이다.

## 역사
대한민국과 불가리아는 1988년 11월 대한무역투자진흥공사(KOTRA)와 불가리아 상공 회의소가 무역 사무소 상호 개설에 합의함에 따라 이듬해 4월 소피아에, 7월 서울에 각각 무역 사무소를 설치했다. 그 뒤 양국은 1990년 3월 23일 외교 관계를 수립했고 6월 13일 주불가리아 대한민국 대사관을 개설하였다. 같은 해 9월 10일에는 주한 불가리아 대사관이 개설되었다.
양국은 이후 20년 가까이 여러 분야에서 실질 우호 협력 관계를 이어 왔다. 불가리아는 대한민국의 한반도 정책을 지지하고 있으며 유엔 등 국제 무대에서도 대한민국과 긴밀한 협력 관계를 유지하고 있다. 경제 교류도 꾸준히 늘고 있으며 향후 대한민국이 발칸반도로 진출하는데 교두보 역할을 할 것으로 전망된다.
불가리아는 조선민주주의인민공화국과 1948년에 외교 관계를 수립한 이후 우방 관계를 유지해왔으나 대한민국과는 1980년대 후반부터 관계가 진전되기 시작하였다.
1995년 4월 젤류 젤레프 대통령이 대한민국을 방문하였고, 2009년 게오르기 퍼르바노프 대통령이 방한하였다. 그리고 대한민국의 김형오 국회의장, 이용훈 대법원장이 불가리아를 방문하면서 양국은 더욱 가까워지고 있다.

## 같이 보기
- 주한 불가리아 대사관
- 대한민국의 재외공관 목록
- 불가리아 주재 외국공관 목록
- 대한민국-불가리아 관계